# Timu
Timu is een bestuurslaag in het regentschap Bima van de provincie West-Nusa Tenggara, Indonesië. Timu telt 3084 inwoners (volkstelling 2010).